# Мартинівка (Богодухівський район)
Марти́нівка — село в Золочівській громаді Богодухівського району Харківської області України. Населення становить 71 осіб.

## Географія
Село Мартинівка знаходиться за 3 км від річки Уди (правий берег), примикає до сіл Постольне, Ковалі, селища Сніги. Поруч проходить залізниця, зупинний пункт Сніги. На відстані 1 км проходить автомобільна дорога Т 2103.

## Історія
За даними на 1862 — хутір Мартиненків Золочівської волості Харківського повіту.
12 червня 2020 року, розпорядженням Кабінету Міністрів України № 725-р «Про визначення адміністративних центрів та затвердження територій територіальних громад Харківської області», увійшло до складу Золочівської селищної громади.
19 липня 2020 року, в результаті адміністративно-територіальної реформи та ліквідації Золочівського району, село увійшло до складу Богодухівського району.